# Табун (газ)
Вижте пояснителната страница за други значения на Табун.
Табунът (на немски: Tabun) e отровно фосфорорганично съединение, безцветна, летлива течност с приятен плодов аромат, с температура на кипене 220 °C, температура на топене −50 °C, пламна точка около 78 °C, лошо разтворима във вода (около 12%), добре – в органични разтворители. Химична формула – C5H11N2O2. Отнася се към бойните отровни вещества с нервнопаралитично действие, бил е на въоръжение под условните означения „трилон 83“, T83, D7 и Gelan.

## История
Открит е случайно през 1936 г. от Герхард Шрадер, ръководител на научноизследователската лаборатория на германския концерн IG Farben в Леверкузен, при опит да създаде нов мощен инсектицид. Новооткритият продукт се оказва свръхтоксичен за хора и въобще за всякакви форми на живот. Малко по-късно той намира приложение във военното дело като бойно отровно вещество (БОВ) – към края на Втората световна война нацистка Германия натрупва 8770 тона запаси от табун. Той е по-малко токсичен от впоследствие откритите БОВ зарин (1938 г.) и зоман (1944 г.). След приемането на въоръжение в началото на 50-те години на XX век на зомана и зарина, табунът губи своето военно значение, но въпреки това е включен в Конвенцията за забрана на химическите оръжия от 1993 г.

## Токсичност
Смъртоносната концентрация на табуна във въздуха е 0,4 mg/l (1 минута), при попадане върху кожата в течно състояние – 50 до 70 mg/kg. При концентрация 0,01 mg/l (за 2 минути) табунът предизвиква силна миоза (свиване на зеницата). За защита от табуна служи противогаз в съчетание със защитен комбинезон, антидоти, например атропин.

## Симптоми на отравяне
- течащ нос
- замаяност
- главоболие
- гадене
- повръщане
- неконтролируемо изпускане по нужда
- ниско или високо кръвно налягане
- конвулсии
- мускулен спазъм
- парализа
- затруднено дишане/ спиране на дишането
- безсъзнание/ кома
- смърт

## Противоотрови
- атропин
- пралидоксим хлорид
- диазепам

## Други данни
- Действие: нервнопаралитично – разрушава ензима ацетилхолинестераза
- Вид съединение: органофосфат
- Серия нервнопаралитични газове: G агенти
- Означение: GA
- Опасности: лесно летлив, запалим – F, при пожар може да отдели циановодород (HCN), опасен за околната среда – N, силно отровен – T+.